# Reveille (album)
Reveille è il quarto album in studio del gruppo musicale statunitense Deerhoof, pubblicato nel 2002.

## Tracce
1. Sound the Alarm - 0:20
2. This Magnificent Bird Will Rise - 3:33
3. The Eyebright Bugler - 0:42
4. Punch Buggy Valves - 1:53
5. No One Fed Me So I Stayed - 0:47
6. Our Angel's Ululu - 1:42
7. The Last Trumpeter Swan - 8:11
8. Top Tim Rubies - 1:56
9. Tuning a Stray - 0:08
10. Holy Night Fever - 1:18
11. All Rise - 1:09
12. Frenzied Handsome, Hello! - 1:48
13. Days & Nights in the Forest - 3:59
14. Hark the Umpire - 1:19
15. Cooper - 2:04
16. Hallelujah Chorus - 2:45

## Formazione
- John Dieterich – chitarra
- Satomi Matsuzaki – basso, voce
- Greg Saunier – batteria, voce
- Chris Cooper – chitarra (traccia 15)